# Parthenay
Parthenay är en kommun i departementet Deux-Sèvres i regionen Nouvelle-Aquitaine i västra Frankrike. Kommunen ligger i kantonen Parthenay som tillhör arrondissementet Parthenay. År 2022 hade Parthenay 10 121 invånare.
Catherine de Parthenay bodde i denna stad.

## Befolkningsutveckling
Antalet invånare i kommunen Parthenay
| Referens: INSEE |